# Asier Córdoba
Asier Córdoba Querejeta (Bilbao, 31 maart 2000) is een Spaans voetballer die als vleugelaanvaller voor SD Logroñés speelt.

## Carrière
Asier Cordoba speelde in de jeugd van het Spaanse Athletic Bilbao en Osasuna. Hij debuteerde in het eerste elftal van het eveneens Spaanse AD Alcorcón op 21 augustus 2021, in de met 0-2 verloren thuiswedstrijd tegen CF Fuenlabrada. Córdoba mocht 28 minuten invallen in deze wedstrijd op het tweede niveau van Spanje.
Na een half seizoen, tien wedstrijden, vertrok hij naar SD Logroñés. Een club die een niveau lager speelt dan CF Fuenlabrada. Aldaar speelde Córdoba twaalf competitiewedstrijden waarin hij eenmaal wist te scoren. 
In de zomer van 2022 tekende hij voor twee seizoen bij FC Den Bosch. Op 5 augustus in de thuiswedstrijd tegen FC Eindhoven, 1-3, maakte hij zijn officiële debuut. In de rust werd hij vervangen door Sebastiaan van Bakel. In de tweede wedstrijd van dat seizoen maakte Córdoba zijn eerste doelpunt voor FC Den Bosch. Uit bij ADO Den Haag (0-2) maakte hij, op aangeven van Anass Ahannach, de 0-2.
Op 7 januari 2023 werd bekendgemaakt dat het contract van Córdoba is ontbonden en dat hij terugkeert naar SD Logroñés in zijn thuisland.

### Statistieken
| Seizoen                      | Club           | Land           | Competitie            | Competitie | Competitie | Beker | Beker | Totaal | Totaal |
| Seizoen                      | Club           | Land           | Competitie            | Wed.       | Dlp.       | Wed.  | Dlp.  | Wed.   | Dlp.   |
| ---------------------------- | -------------- | -------------- | --------------------- | ---------- | ---------- | ----- | ----- | ------ | ------ |
| 2021                         | AD Alcorcón    | Spanje         | Segunda División A    | 10         | 0          | 0     | 0     | 10     | 0      |
| 2022                         | SD Logroñés    | Spanje         | Primera División RFEF | 12         | 1          | 0     | 0     | 12     | 1      |
| 2022/23                      | FC Den Bosch   | Nederland      | Eerste divisie        | 13         | 1          | 1     | 0     | 14     | 1      |
| Carrièretotaal               | Carrièretotaal | Carrièretotaal | Carrièretotaal        | 35         | 2          | 1     | 0     | 36     | 2      |
| Bijgewerkt op 6 januari 2023 |                |                |                       |            |            |       |       |        |        |

## Persoonlijk
Asier Córdoba is de jongere broer van voetballer Iñigo Córdoba.